# Chloropterus moldaviensis
Chloropterus moldaviensis es un coleóptero de la familia Chrysomelidae.
Fue descrita científicamente en 1909 por Maurice Pic.

## Tipos
- Chloropterus moldaviensis
- Chloropterus ornatus
- Chloropterus versicolor